# Hyalaethea decipiens
Hyalaethea decipiens là một loài bướm đêm thuộc phân họ Arctiinae, họ Erebidae.